# مدينة سوان هيل
مدينة سوان هيل هي مدينة، في أستراليا، تقع في ولاية فيكتوريا، هي عاصمة Rural City of Swan Hill ‏، بلغ عدد سكانها 9,864  نسمة وذلك حسب إحصائيات سنة 2011، رمزها البريدي هو 3585.

## المناخ
يظهر الجدول التالي التغييرات المناخية على مدار السنة لمدينة سوان هيل:
| البيانات المناخية لـمدينة سوان هيل | البيانات المناخية لـمدينة سوان هيل | البيانات المناخية لـمدينة سوان هيل | البيانات المناخية لـمدينة سوان هيل | البيانات المناخية لـمدينة سوان هيل | البيانات المناخية لـمدينة سوان هيل | البيانات المناخية لـمدينة سوان هيل | البيانات المناخية لـمدينة سوان هيل | البيانات المناخية لـمدينة سوان هيل | البيانات المناخية لـمدينة سوان هيل | البيانات المناخية لـمدينة سوان هيل | البيانات المناخية لـمدينة سوان هيل | البيانات المناخية لـمدينة سوان هيل | البيانات المناخية لـمدينة سوان هيل |
| الشهر                              | يناير                              | فبراير                             | مارس                               | أبريل                              | مايو                               | يونيو                              | يوليو                              | أغسطس                              | سبتمبر                             | أكتوبر                             | نوفمبر                             | ديسمبر                             | المعدل السنوي                      |
| ---------------------------------- | ---------------------------------- | ---------------------------------- | ---------------------------------- | ---------------------------------- | ---------------------------------- | ---------------------------------- | ---------------------------------- | ---------------------------------- | ---------------------------------- | ---------------------------------- | ---------------------------------- | ---------------------------------- | ---------------------------------- |
| الدرجة القصوى °م (°ف)              | 47.5 (117.5)                       | 46.9 (116.4)                       | 42.0 (107.6)                       | 36.9 (98.4)                        | 28.0 (82.4)                        | 25.0 (77.0)                        | 23.0 (73.4)                        | 27.8 (82.0)                        | 34.1 (93.4)                        | 38.4 (101.1)                       | 44.0 (111.2)                       | 45.8 (114.4)                       | 47.5 (117.5)                       |
| متوسط درجة الحرارة الكبرى °م (°ف)  | 32.9 (91.2)                        | 32.1 (89.8)                        | 28.4 (83.1)                        | 23.7 (74.7)                        | 18.7 (65.7)                        | 15.4 (59.7)                        | 14.6 (58.3)                        | 16.8 (62.2)                        | 20.1 (68.2)                        | 23.7 (74.7)                        | 27.9 (82.2)                        | 30.1 (86.2)                        | 23.7 (74.7)                        |
| متوسط درجة الحرارة الصغرى °م (°ف)  | 15.9 (60.6)                        | 16.0 (60.8)                        | 12.6 (54.7)                        | 8.8 (47.8)                         | 6.1 (43.0)                         | 4.3 (39.7)                         | 3.6 (38.5)                         | 4.0 (39.2)                         | 6.0 (42.8)                         | 7.8 (46.0)                         | 11.7 (53.1)                        | 13.3 (55.9)                        | 9.2 (48.6)                         |
| أدنى درجة حرارة °م (°ف)            | 6.0 (42.8)                         | 7.0 (44.6)                         | 4.1 (39.4)                         | −0.3 (31.5)                        | −2.2 (28.0)                        | −5.0 (23.0)                        | −5.2 (22.6)                        | −3.0 (26.6)                        | −1.2 (29.8)                        | −1.0 (30.2)                        | 1.0 (33.8)                         | 5.0 (41.0)                         | −5.2 (22.6)                        |
| الهطول مم (إنش)                    | 30.9 (1.22)                        | 24.3 (0.96)                        | 15.9 (0.63)                        | 16.5 (0.65)                        | 25.6 (1.01)                        | 23.2 (0.91)                        | 28.5 (1.12)                        | 29.4 (1.16)                        | 26.4 (1.04)                        | 24.2 (0.95)                        | 51.8 (2.04)                        | 22.4 (0.88)                        | 317.9 (12.52)                      |
| متوسط أيام هطول الأمطار            | 3.8                                | 3.7                                | 3.2                                | 4.6                                | 7.4                                | 10.5                               | 11.9                               | 9.9                                | 8.2                                | 6.3                                | 7.1                                | 4.9                                | 81.5                               |
| المصدر:                            |                                    |                                    |                                    |                                    |                                    |                                    |                                    |                                    |                                    |                                    |                                    |                                    |                                    |

## أعلام
- فرد فلانغن
- بيتر شاندلير
- ستان ريد
- تيسا لافي
- نورمان أوليفر
- جلين أوشي